# Vibración

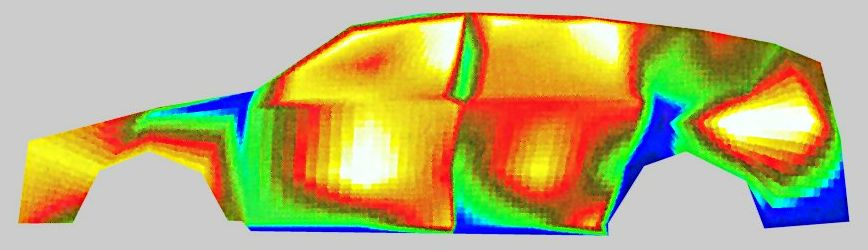
Amplitud de vibraciones en la carrocería de un auto, originadas en las irregularidades del pavimento.

Se denomina vibración a la propagación de ondas elásticas produciendo deformaciones y tensiones sobre un medio continuo (o posición de equilibrio). 
En su forma más sencilla, una vibración  se puede considerar como un movimiento repetitivo alrededor de una posición de equilibrio. La posición de "equilibrio" es a la que llegará cuando la fuerza que actúa sobre él sea cero. Este tipo de movimiento no involucra necesariamente deformaciones internas del cuerpo entero, a diferencia de una vibración.

## Introducción
Conviene separar el concepto de vibración del de oscilación, ya que las oscilaciones son de una amplitud mucho mayor; así por ejemplo, al caminar, nuestras piernas oscilan, al contrario de cuando temblamos —de frío o de miedo—. Como las vibraciones generan movimientos de menor magnitud que las oscilaciones en torno a un punto de equilibrio, el movimiento vibratorio puede ser linearizado con facilidad. En las oscilaciones, en general, hay conversión de energías cinética en potencial gravitatoria y viceversa, mientras que en las vibraciones hay intercambio entre energía cinética y energía potencial elástica.

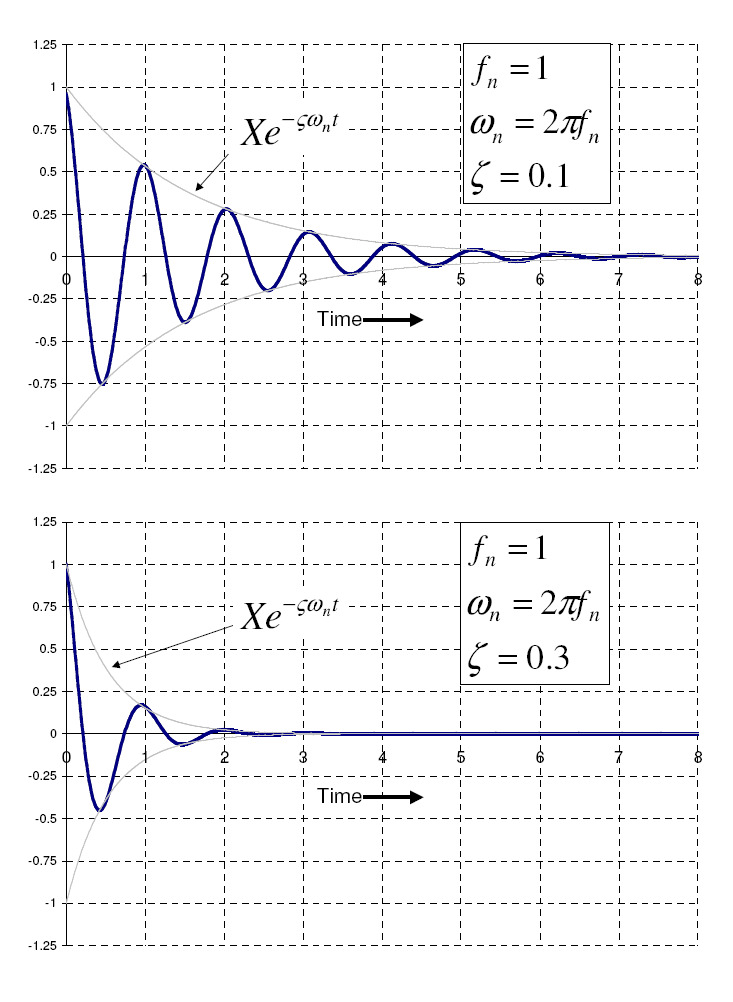
Ejemplos de vibración de la imagen con su fórmula.

Además las vibraciones al ser de movimientos periódicos (o cuasiperiódicos) de mayor frecuencia que las oscilaciones suelen generar ondas sonoras lo cual constituye un proceso disipativo que consume energía. Además las vibraciones pueden ocasionar fatiga de materiales, por ejemplo.
Para pequeñas amplitudes de oscilación el movimiento puede aproximarse razonablemente por un movimiento armónico complejo, con ecuación de movimiento:
| Símbolo                         | Nombre |
| ------------------------------- | --- |
| {\displaystyle \mathbf {M} }    | Matriz de masa del sistema                                                                                                 |
| {\displaystyle \mathbf {C} }    | Matriz de amortiguamiento del sistema                                                                                      |
| {\displaystyle \mathbf {K} }    | Matriz de rigidez del sistema                                                                                              |
| {\displaystyle \mathbf {q} (t)} | (Pseudo) vector de coordenadas generalizadas que representa el movimiento de un conjunto de puntos relevantes del sistema. |
| {\displaystyle \mathbf {f} (t)} | Conjunto de fuerzas excitatrices que generan la vibración                                                                  |

## Efectos de la vibración
La vibración es la causa de generación de todo tipo de ondas. Toda fuerza que se aplique sobre un objeto genera perturbación. El estudio del ruido, la vibración y la severidad en un sistema se denomina NVH. Estos estudios van orientados a medir y modificar los parámetros que le dan nombre y que se dan en vehículos de motor, de forma más detallada, en coches y camiones.

## Reducción de las vibraciones
Las medidas para el control de las vibraciones son fundamentalmente diferentes de las medidas para el control del ruido. Aunque las vibraciones suelen tener causas similares y también pueden provocar ruido, tienen vías de propagación diferentes. Al principio, el sonido se propaga directamente a través del aire, mientras que los choques o las vibraciones se propagan a través de materiales sólidos. Las vibraciones pueden llegar a ser audibles para el ser humano si, por ejemplo, los componentes del edificio (techos, paredes) emiten un sonido secundario aéreo en la gama de frecuencias audibles. Dado que el sonido secundario afecta parcialmente a las medidas pasivas de protección contra el ruido, como las barreras acústicas o las ventanas insonorizadas, las medidas de protección en la fuente (emisión) son las más eficaces para estas inmisiones (vibración, sonido secundario). Las medidas en la fuente se dirigen a los cimientos de las máquinas, las vías férreas, etc. Las medidas pueden incluir alfombras antivibración, almohadillas antivibración o pies amortiguadores de vibraciones. Los instrumentos de medición y equipos de laboratorio sensibles, como básculas de laboratorio y microscopios, también deben protegerse de las vibraciones para proporcionar resultados de medición fiables.